# ميخائيل براون (كاتب أغاني)
ميخائيل براون (بالإنجليزية: Michael Braun)‏ هو كاتب أغاني أمريكي، ولد في 1953.